# Federico Leo
Federico Leo, né le 27 août 1988 à Varèse, Italie, est un pilote automobile italien.

## Biographie
Leo a commencé sa carrière en monoplace en 2005, en fin de saison hivernale de Formule Junior italienne 1600, marquant neuf points et terminant 13e au classement. L'année suivante, dans la foulée de ses courses de 2005, il renouvelle pour une année complète. Malgré un podium, il termine 12e du général. Afin d'accroître sa notoriété, Leo s'engage aux Winter Series de la Formule Renault 2.0 italienne au sein du RP Motorsport: 15e place finale avec une 11e place pour meilleur résultat. Il rempile la saison suivante dans la catégorie principale, sans pouvoir inscrire le moindre point.
Malgré une année vierge la saison précédente, il s'exile en Allemagne pour la Formule 3 germanique, prenant le volant d'une Dallara F307 de l'Ombra Team. Pourtant bien placé au championnat pendant la première moitié de la saison due à sa régularité dans les points, dont un podium, la seconde moitié fut beaucoup moins enthousiaste pour l'Italien, n'empochant que 3 points au cours des 6 derniers meetings (sur 9). Ce qui le fait chuter à la neuvième place finale. À noter une apparition ponctuelle en Formule 3 britannique à Monza. Partant du fond de la grille de départ, Leo conclut la primière course en 14e position, tandis qu'il abandonne lors de la seconde course.
Fin 2008, Leo prend part aux essais collectifs de la Formula Renault 3.5 Series au Paul Ricard et Valence. Après avoir testé à la fois pour RC Motorsport et Pons Racing, Leo signe avec ce dernier pour concourir la saison 2009, aux côtés de l'Espagnol Marcos Martinez. En difficulté tout au long de la saison, il rentre de justesse dans les points lors du dernier meeting disputé au Motorland Aragon: son double septième place lui permet d'engranger 8 points, synonyme de 21e place finale au terme de la saison.
À l'intersaison 2009-2010, de nouveau présent lors des essais collectifs d'avant-saison avec plusieurs équipes, dont Fortec Motorsport et Draco Racing, il renouvelle pour une année avec Pons Racing. De nouveau dans les points au Motorland Aragón, premier meeting de la saison 2010, ainsi que lors de la course suivante disputée à Spa-Francorchamps, Leo doit attendre 4 mois et l'épreuve d'Hockenheim pour s'emparer du point de la dixième place. Enfin, une septième place en Catalogne, arène de clôture de la saison, lui permet de terminer 17e du classement final, avec 16 points au compteur. En parallèle à la Formula Renault 3.5 Series, Leo est également aux aguets en Auto GP, en GP2 Series et au Mans Series.
En mai 2010, Leo fait ses débuts en GP Auto à Imola, en remplacement d'Adrian Zaugg chez Trident Racing. Neuvième lors de la course principale, Leo s'octroie la cinquième place dans l'épreuve sprint après être passé à travers les mailles du filet d'un carambolage impliquant 6 pilotes. Du fait que la Formula Renault 3.5 Series soit prioritaire à ses yeux, Leo "sèche" l'Auto GP jusqu'à Monza, théâtre du sacre de Romain Grosjean. Il inscrit les 4 points de la cinquième place de la première course, ce qui lui permet de finir 16e du général.
Leo prend part à la dernière manche d'Abou Dabi, de nouveau liée à Trident Racing, remplaçant Edoardo Piscopo. La rude concurrence du plateau ne lui laisse pas la chance de mettre à contribution son talent: il signe le dernier temps des qualifications, à 3s 611 de la pole position du pilote iSport International, Oliver Turvey. Toutefois, il profite de la pénalité infligée à Jérôme d'Ambrosio pour s'élancer de la 23e position. Mais la course s'avère difficile pour l'Italien et termine anonymement en 19e position. Le lendemain, partant de cette place, il doit abandonner au dixième tour. À ce jour, Leo n'est plus apparu en GP2 Series.
Entretemps, en avril 2010, Leo teste une Lola B08/80 de catégorie LMP2 à Vallelunga pour le compte de l'équipe Racing Box. Ces essais fructueux lui permettent de participer, en compagnie de Fabio Babini et Ferdinando Geri aux deux dernières épreuves du Mans Series, disputées respectivement en terre hongroise et britannique. Pour son baptême en endurance, la manche de Budapest se conclut par une 10e place finale en LMP2. La veille, Leo avait signé le meilleur temps de son équipe, le 11e temps des qualifications et 6e chez les LMP2. Au Royaume-Uni, les 3 Italiens signent une bonne performance avec une 5e à Silverstone dans sa catégorie. 28e au classement final LMP2 avec 13 points au compteur.
En 2011, Leo laisse de côté les monoplaces et s'engage dans le Championnat d'Europe FIA GT3 au sein de l'AF Corse, partageant une Ferrari 458 Italia avec son compatriote pilote italien Francesco Castellacci. Le duo a remporté le titre des pilotes lors de la dernière manche de la saison à Zandvoort. Leur plus proche adversaire, Mike Parisy, est devancé de 9 points. Après avoir échoué en monoplace, il s'octroie enfin un titre en sport automobile, mais en Grand Tourisme.
Dans la foulée de son sacre, Leo délaisse la FIA GT3 pour se consacrer à l'International GT Open. Il partage le volant de la Ferrari 458 Italia no 4 de l'AF Corse avec l'ancien pilote de Formule 1 Gianmaria Bruni. En concurrence avec le tandem Nick Tandy-Marco Holzer, il parviendra à récolter le sésame sur le fil lors de la dernière manche à Barcelone.

## Carrière
- 2005: Formule Junior italienne 1600 - Winter Series (13e)
- 2006: 
  - Formule Junior italienne 1600 (12e, 1 podium)
  - Formule Renault 2.0 italienne - Winter Series (15e)
- 2007: Formule Renault 2.0 italienne
- 2008: 
  - Championnat d'Allemagne de Formule 3 (9e, 1 podium)
  - Championnat de Grande-Bretagne de Formule 3*
- 2009: Formula Renault 3.5 Series (21e)
- 2010:
  - Formula Renault 3.5 Series (17e)
  - Auto GP (16e)
  - Le Mans Series, catégorie LMP2 (28e)
  - GP2 Series
- 2011: Championnat d'Europe FIA GT3 (Champion, 1 victoire, 3 pole positions, 4 podiums)
- 2012: International GT Open (Champion, 3 victoires, 4 pole positions, 4 podiums)

* Pilote invité à Monza, Leo est inéligible pour le championnat pilotes.